# В. Крістер (фірма)
«Садівництво та насіннєве господарство „В. Крістер“» (рос. «Садоводство и семенное хозяйство „В. Кристер“») — садова фірма, що діяла в Києві в другій половині XIX — на початку XX століття. Була одним із найвідоміших приватних господарств Києва, що займалися інтродукцією рослин.

## Історія

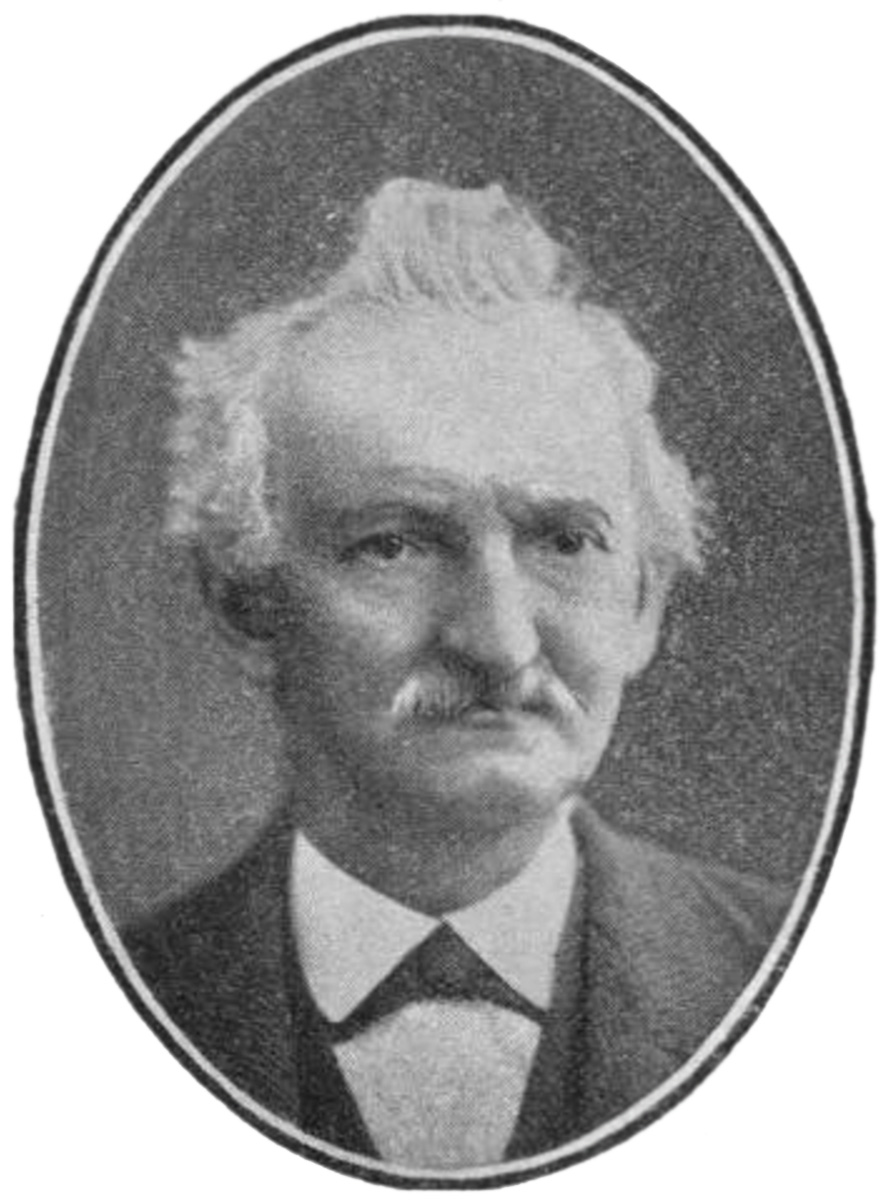
Вільгельм Крістер (1812—1890)

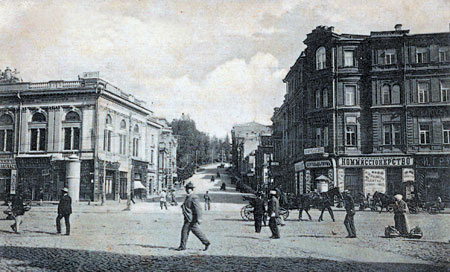
Магазин «Крістер» (праворуч) на розі Хрещатика та Інститутської, 1900-ті роки

Компанія була заснована в 1850 році садівником-аматором з Саксонії Вільгельмом Ґотлібом Крістером. Заради цього у 1848 році в передмісті Києва на Пріорці він придбав ділянку площею 38 десятин (близько 40 га) у князя Естергазі. Ділянка була покритою деревами і чагарником, тут були джерела води, старий яблуневий сад і луки, придатні для пасовища. Ця територія була розчищена і спочатку на ній влаштовано молочне господарство і городи, на яких вирощувалися кормові гарбузи. Потім був закладений виноградник і розплідники плодових і декоративних дерев, городніх культур та квіткове господарство, пасіка. Молочна ферма постачала господарству органічне добриво. З розвитком господарства головним профілем його стало вирощування плодових культур, тому молочне виробництво згодом було згорнуто.
Як підщепу для фруктових дерев Крістер використав дикі яблуні та груші, що в достатку ростуть у місцевих лісах, а сортові саджанці були закуплені спочатку в Ризі. Перший досвід садівника виявився невдалим — куплені сорти не прижилися в місцевому кліматі. Вдалішою стала закупівля сортів у відомої бельгійської приватної фірми і в Німеччині, у Ройтлінгенському помологічному інституті. Згодом Крістер постійно експериментував, підбираючи найпридатніші для Києва сорти. Спочатку яблуневі та грушеві сади займали площу 6 десятин, на яких вирощувалося близько 300 сортів.

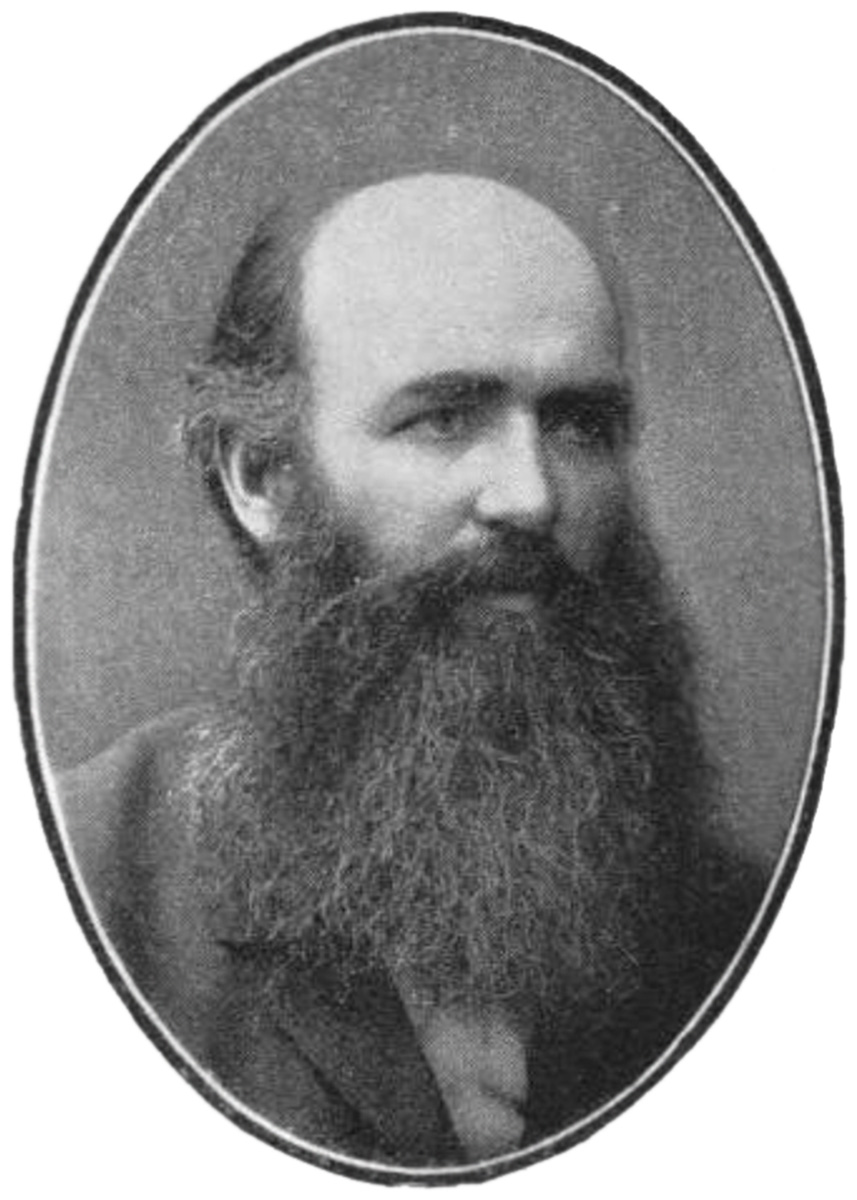
Юліус Крістер (1848—1916)

З 1859 року В. Крістер безкоштовно розповсюджував каталоги пропонованих господарством сортів садових і городніх культур, також у тих виданнях, тиражі яких сягали 250 тисяч, містились поради садівникам. На базі господарства була організована реміснича школа, що навчала садівників, учні могли отримати також навички в столярній, слюсарній, ковальській справі. Учнів крістерівської школи охоче наймали в різні господарства по всьому Південно-Західному краю. Для роботи в розпліднику наймали жителів Пріорки і Куренівки. Працювати у Крістера вважалося престижним, при оголошенні вакансій виникала конкуренція між претендентами на робочі місця.
У 1880-х роках були використані джерела, що були на землях господарства — на них влаштовані ставки і вирощували дзеркального коропа.
До первинної ділянки були потім додані нові — 20 десятин неподалік від Пріорки в селі Фузиківці (нині територія масиву Нивки в Києві) і 70 десятин в селі Демидові (за іншими даними — в Литвинівці).
Після смерті В. Крістера у 1890 році, господарство перейшло до його старшого сина Юліуса. Середній син Едмунд на свою частку спадщини орендував ділянку по сусідству, на Куренівці й розпочав власну справу «Насіннєва торгівля і садівництво Е. В. Крістера». Брати відкрили садівничі магазини в центрі Києва, магазин Юліуса знаходився на розі Хрещатика та Інститутської вулиці, а Едмунда — за адресою Хрещатик, 37. У 1892 році Едмунд раптово помер, і його компанія перейшла до вдови. Магазин після його смерті був переведений в будівлю за адресою Хрещатик, 23.
У 1890-х — 1900-х роках площі розсадників досягли 128 десятин, фірма мала запас посадкового матеріалу більше, ніж 5 мільйонів коренів. Щорічно продавалося до 50 тисяч саджанців плодових і майже 100 тисяч декоративних дерев. Щорічний оборот фірми «В. Крістер» сягав 100 000 рублів.
Юліус Крістер помер у 1916 році і фірма перейшла до його вдови Пелагеї, уродженої Гусьєвої. У роки Першої світової війни господарство Крістерів вже почало занепадати, а після Жовтневої революції землі були націоналізовані радянською владою.
У 1920-х роках на території колишньої садиби Крістерів (нині місцевість Крістерова гірка) перебувала трудова колонія для безпритульних дітей, яка у 1929 році була перетворена на Агрофіліал № 3 Київського дитячого містечка «Ленінськ». Тут працювала семирічна агрошкола, що готувала фахівців для сільського господарства. Потім тривалий час тут працювало державне підприємство «Квітникарство», а зараз знаходиться ПрАТ «Агрофірма „Троянда“», яка крім сільського господарства займається також забудовою житлових масивів у Києві.

## Продукція
Фірма «В. Крістер» поставляла на київський ринок як продукцію сільського господарства — молочні продукти, овочі і фрукти, рибу, так і саджанці та насіння здебільшого акліматизованих в Києві імпортованих сортів.
Виноградники Крістера у 1850-х — 60-х роках були єдиними в Київській губернії. В каталозі фірми від 1866 року представлені 12 сортів, до 1900 року їх число збільшилося до 25. Серед пропонованих господарством сортів були «Сірий Ельбскій», «Блакитний серпневий», «Ранній Червоний агат», «Ранній Лейпцігський», «Синій троллінгер», пізніше ці сорти в Києві не вирощувалися. Крім плодів і саджанців, фірма виробляла і власне вино. У 1860-х роках виноградники давали своєму власникові щорічний прибуток до 6000 рублів. Монополія Крістера на виноградному ринку губернії закінчилася в 1870-х роках після спорудження Києво-Балтської залізниці. З'явився привізний виноград з Криму та Причорномор'я, і площі київських виноградників були зменшені.
На городах господарства вирощувалися спочатку кормові гарбузи для потреб власної молочної ферми. За вагою гарбузи сягали 200 фунтів (близько 80 кг). Потім з'явилися баштанні культури — кавуни та дині, сорти яких було завезено з Криму, Астрахані, Середньої Азії, Західної Європи і Туреччини. Також вирощувалися морква, цибуля, картопля. Насіння баштанних можна було придбати безпосередньо в конторі фірми на Пріорці, розсилалося воно й поштою.
Особливою популярністю користалася продукція плодових садів і розплідника Крістера. Сорти груші та яблуні розповсюджувалися не тільки по Київській губернії, але й в інших регіонах. У 1862 році каталоги фірми пропонували 155 сортів яблуні, 158 груші, 30 сливи, 24 черешні, а в 1869 вже було 250 сортів груші, 158 яблуні, 40 — вишні. До 1900 року, вже в господарстві Юліуса Крістера, було понад 450 сортів яблуні, 430 груші, 50 вишні та черешні, по 20 сортів персика й абрикоса. З пропонованих Крістером сортів відзначають груші «Бере Клерже», «Дюшес Ангулем», «Бель Генрієтта», «Король Карл Вюртембергський»; яблуню «Цвібель Рудольф Берсдорфер». Як і сорти винограду, більшість «крістерівських» сортів груші та яблуні пізніше в Україні не вирощувалися.

## Участь у виставках і нагороди
У другій половині XIX століття в Києві один раз на 4—5 років проводилися сільськогосподарські і промислові виставки. У 1852—1883 роках садівництво В. Крістера брало участь в семи таких виставках. На виставці 1883 року, що проходила на Володимирській гірці, Крістер отримав золоту медаль по відділу садівництва і городництва.
Після смерті засновника фірма брала участь у виставці 1897 року — найбільш великій і престижній, для якої були спеціально побудовані павільйони на схилах Черепанової гори. Крістери представили тут усе своє розмаїття сортів яблунь, груш та винограду. Експонувалися фрукти, 2—4-річні дерева, карликові груші та декоративні рослини в діжках. Поруч з основною фірмою були і експонати з господарства вдови Едмунда. Проспекти виставки відзначали: «фірма „В. Крістер“ в теперішній час являє собою єдиний за різноманітністю і кількістю матеріалів садовий заклад».